# Megachile arcus
Megachile arcus är en biart som beskrevs av Mitchell 1930. Megachile arcus ingår i släktet tapetserarbin, och familjen buksamlarbin. Inga underarter finns listade i Catalogue of Life.